# Incendio de Valladolid

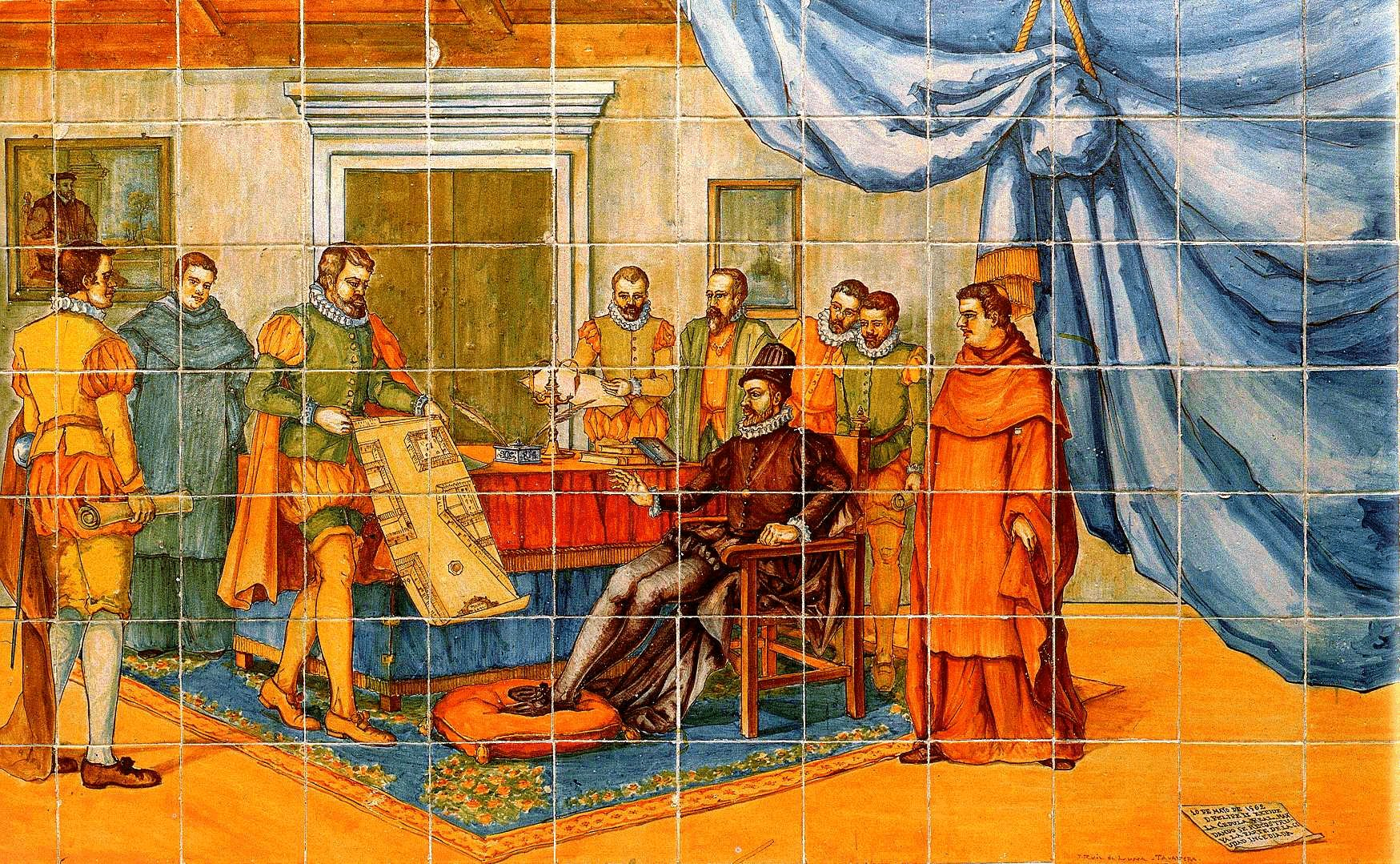
Mural que representa a Felipe II ordenando la reconstrucción de la zona afectada.

El incendio de la ciudad de Valladolid del 21 de septiembre de 1561, en España, fue un suceso de la historia de Valladolid que se saldó con la destrucción de una décima parte de la ciudad. La reconstrucción de la zona se realizó entre 1562 y 1576.  

## Contexto
En junio de 1561, el rey Felipe II decidió instalar de forma definitiva la capital de su imperio en Madrid, lo cual provocó un fuerte impacto en ciudades como Valladolid o Toledo. En el caso de Valladolid, propició el desmantelamiento de todo el entramado administrativo y comercial que atraía la presencia de la corte en la ciudad.

## Historia
El incendio comenzó el domingo 21 de septiembre, en el entorno de la casa del platero de la ciudad, Juan de Granada. El fuerte viento del este, que varió después a suroeste, expandió el fuego en todas las direcciones dificultando su extinción. Duró 50 horas y se saldó con entre 3 y 6 muertos y con la destrucción de al menos 440 casas, entre ellas la plaza del Mercado y prácticamente todas las del barrio de artesanos que comprendía el caserío entre las calles de la Pasión y Teresa Gil.

## Consecuencias

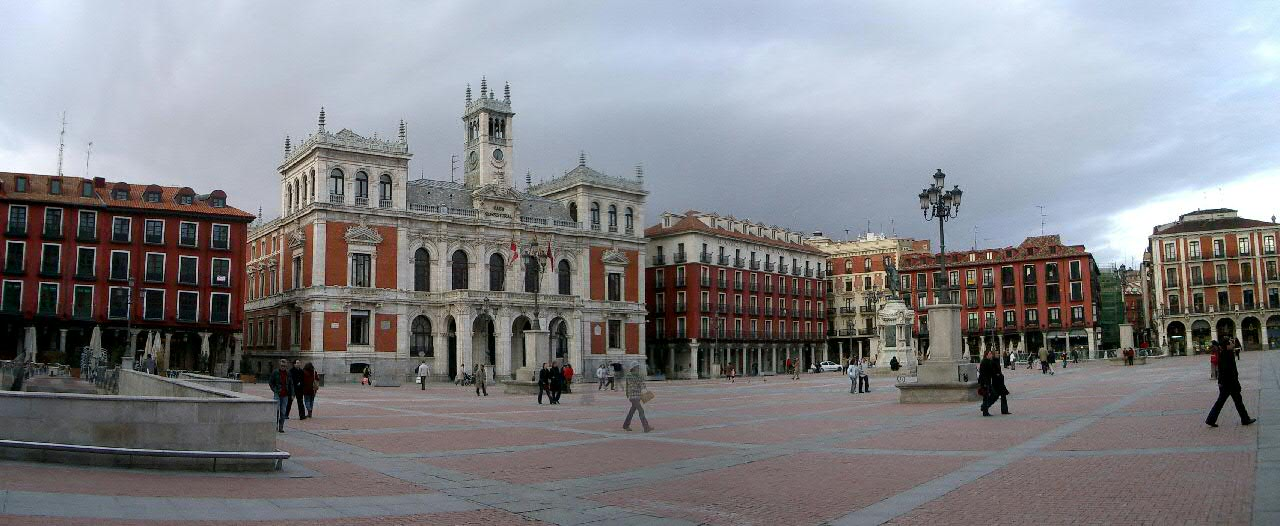
La Plaza Mayor en la actualidad. El Ayuntamiento fue construido a principios del siglo XX. La reconstrucción del entorno de la plaza Mayor de Valladolid constituye un hecho excepcional en el siglo XVI. El proyecto de Francisco de Salamanca supuso la puesta en práctica de concepciones del urbanismo moderno por primera vez en España. Las plazas mayores de Madrid y Salamanca, que datan de 1617 y 1729 respectivamente presentan un claro influjo procedente de la Plaza Mayor vallisoletana.

La catástrofe fue paliada en parte por la orden de Felipe II de proceder a la reconstrucción de la ciudad (la Corte se había trasladado el año anterior a Madrid), ya que el suceso había dejado grandes explanadas sin construir en el centro de la ciudad. Esto permitió que Valladolid se convirtiese en uno de los centros de desarrollo de los nuevos estilos que venían apareciendo en España: el herreriano y, posteriormente, el barroco. A esta etapa de construcción pertenecen la Catedral, la Plaza Mayor, considerada como la primera plaza regular de España, y la Iglesia de San Benito.